# QWK
QWK – system wymiany poczty elektronicznej pomiędzy BBS-em a użytkownikiem w formie jednego pakietu danych. System używany w latach 80. i 90. XX wieku, głównie w sieci Fidonet.
Oprogramowanie pozwalało na konfigurację interesujących listów, pobranie ich w jednej paczce, edycję listów offline i odesłanie odpowiedzi w formie jednego pakietu. Rozwiązanie to zaoszczędzało czas spędzony na linii za pomocą modemu. Najpopularniejszym edytorem poczty QWK był GoldEd.